# Mémorial national Kate Sheppard
 (janvier 2025).
Si vous disposez d'ouvrages ou d'articles de référence ou si vous connaissez des sites web de qualité traitant du thème abordé ici, merci de compléter l'article en donnant les références utiles à sa vérifiabilité et en les liant à la section « Notes et références ».
Le Mémorial national Kate Sheppard, situé dans la ville de Christchurch, est le premier mémorial néo-zélandais consacré à la campagne pour le droit de vote des femmes et rend particulièrement hommage à la vie de l'une des principales militantes du pays en faveur du droit de vote des femmes, Kate Sheppard.

## Historique
L'idée du mémorial a été évoquée en 1989 dans le cadre des plans visant à commémorer le 100e anniversaire du droit de vote des femmes en Nouvelle-Zélande en 1993. Un comité a été formé pour sélectionner un dessin pour le mémorial et le dessin de l'artiste néo-zélandaise d'origine néerlandaise Margriet Windhausen a été choisi.
Le mémorial est un mur de granulats de pierre, avec une sculpture en bronze grandeur nature de Sheppard et de cinq autres leaders du droit de vote des femmes. Des panneaux de chaque côté de la sculpture représentent des scènes de la vie quotidienne des femmes à la fin du XIXe siècle et portent un texte décrivant la lutte pour le droit de vote des femmes. L'ensemble de la structure mesure environ 5 mètres de largeur et 2 mètres de hauteur.
Le mémorial a été dévoilé le 19 septembre 1993, à l'occasion du 100e anniversaire du droit de vote des femmes en Nouvelle-Zélande, par Dame Catherine Tizard, gouverneure générale de la Nouvelle-Zélande,. Une capsule temporelle contenant des articles de presse et des informations sur la vie des femmes en 1993 a été placée à l'intérieur du monument.
Le mémorial est situé dans une zone paysagée connue sous le nom de réserve commémorative nationale Kate Sheppard, au bord de la rivière Avon et à côté d'un bâtiment patrimonial, Our City (les anciennes chambres municipales), près du coin de Worcester Street et d'Oxford Terrace. Ce bâtiment a été endommagé lors du tremblement de terre de Canterbury en 2010 et le mémorial se trouvait derrière des barricades pendant l'évaluation du bâtiment. Lors d'une cérémonie présidée par la maire de Christchurch, Lianne Dalziel, en juin 2014, le mémorial a été libéré des barricades et l'accès du public a été rétabli.

## Détail du mémorial

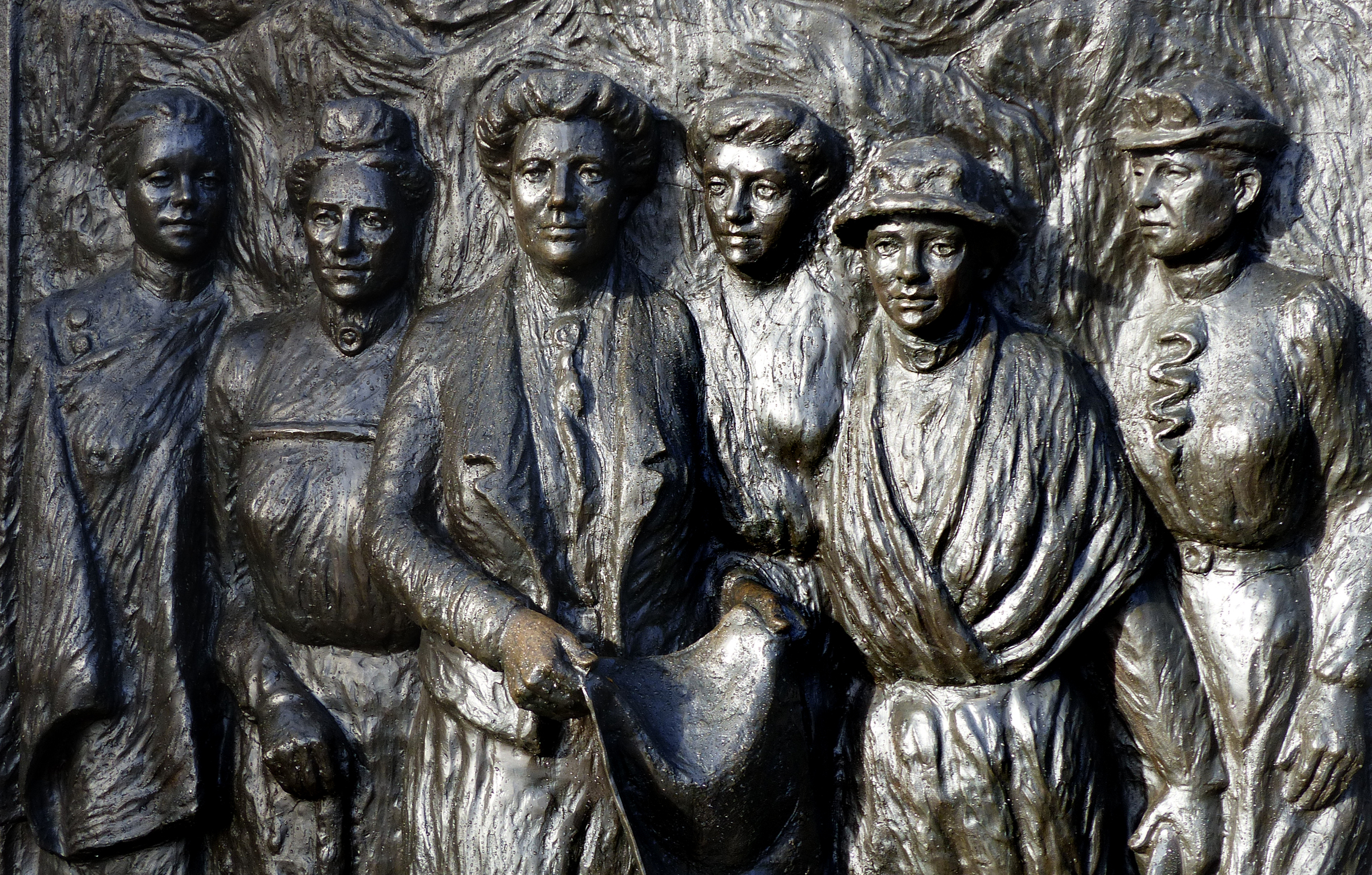
Détail du mémorial

Les femmes représentées dans la sculpture sont (de gauche à droite) :
- Meri Te Tai Mangakāhia, qui a contacté Te Kotahitanga (le parlement maori) pour le droit de vote des femmes
- Amey Daldy (en) de l'Union chrétienne des femmes pour la tempérance d'Auckland.
- Kate Sheppard
- Ada Wells, militante pour l'éducation des filles
- Harriet Morison (en), défenseure des femmes qui travaillent, également de Dunedin
- Helen Nicol (en), une militante pour le droit de vote des femmes qui vivait à Dunedin

Le groupe de femmes est représenté portant leur pétition pour le droit de vote des femmes au Parlement dans une charrette en bois.